# سیارک ۲۱۰۱۰
سیارک ۲۱۰۱۰ (به انگلیسی: 21010 Kishon، نامگذاری:1988PL2) بیست و یک هزار و دهمین سیارک کشف شده‌است که در ۱۳ اوت ۱۹۸۸ کشف شد.
قدر مطلق سیارک برابر ۱۵٫۴۰ است.